# Jákfalvi Magdolna
Dr. Jákfalvi Magdolna (Budapest, 1965. június 6. –) magyar kritikus, színháztörténész, egyetemi tanár.

## Életpályája
Szülei: Jákfalvi Tibor és Bottyán Magdolna. 1984-1989 között az ELTE BTK magyar-francia szakos hallgatója volt. 1989-1991 között Párizsban tanult a Sorbonne-on. 1989-1992 között a Janus Pannonius Tudományegyetem francia tanszékén volt tanársegéd. 1992-1994 között a Miskolci Bölcsészegyetem színháztudományi tanszékén volt tanársegéd. 1994-1999 között a Veszprémi Egyetem színháztudományi tanszékén dolgozott tanársegédként, 1999-2007 között adjunktus és docens volt, 2007-től egyetemi tanár. 1998 óta a Theatron című folyóirat szerkesztője. 2002-től a Színház- és Filmművészeti Egyetem óraadó tanára, 2011-től egyetemi tanára. 2009-2011 között a Károli Gáspár Református Egyetem Színháztudományi Tanszékének egyetemi tanára volt. A 2000-es években a marosvásárhelyi Symbolon című színháztudományi folyóirat szerkesztőbizottsági tagja.
Kutatási területe a XX. századi színházelmélet és a kortárs magyar dráma.

## Művei
- Alak, figura, perszonázs (2001)
- Avantgárd – színház – politika (2006)
- A félrenézés esetei. Jean Racine drámái; Kalligram, Pozsony, 2011
- A 20. századi magyar színháztörténeti kánon alakulása; szerk. Jákfalvi Magdolna; Balassi–Színház- és Filmművészeti Egyetem, Bp., 2011
- Színészképzés. Neoavantgárd hagyomány; szerk. Jákfalvi Magdolna; Színház- és Filmművészeti Egyetem, Bp., 2013
- Várkonyi 100. Tanulmányok Várkonyi Zoltánról; szerk. Jákfalvi Magdolna; Színház- és Filmművészeti Egyetem, Bp., 2013
- A második életmű. Székely Gábor és a színházcsinálás iskolája (2016 – Társszerkesztő)[1] Balassa Kiadó – Arktisz Kiadó. ISBN 978-963-506-974-3
- A valóság szenvedélye. A realista színház emlékezete Magyarországon; Theatron Műhely Alapítvány, Budapest, 2023
- Hány éves Phaedra? A drámaolvasás kereteiről; Theatron Műhely Alapítvány, Budapest, 2023

## Díjai
- Móricz Zsigmond-ösztöndíj (1999)
- Magyar Tudományos Akadémia Bolyai János kutatói ösztöndíja (2000–2003)
- Eötvös-ösztöndíj (2005-2006)